# Hessen
För andra betydelser, se Hessen (olika betydelser).
Hessen är ett förbundsland i Tyskland och har cirka 6,3 miljoner invånare (2019). Huvudstad är Wiesbaden. Största staden är Frankfurt am Main.

## Geografi

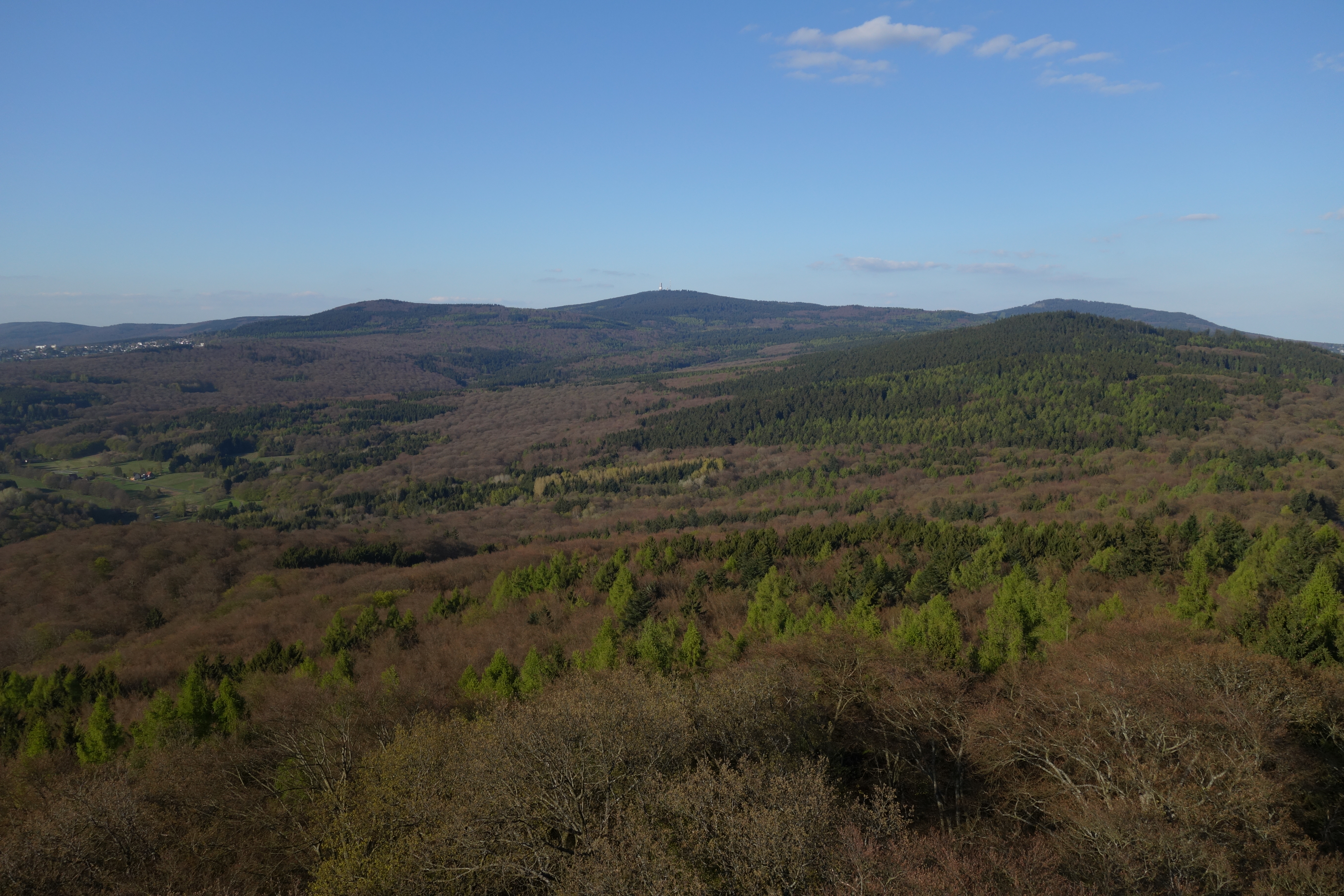
Omfattande skogsområde i Taunus: 40 procent av Hessens yta är täckt av skog.

Hessen är beläget i mitten av västra delen av Tyskland och gränsar till Bayern, Baden-Württemberg, Rheinland-Pfalz, Nordrhein-Westfalen, Niedersachsen och Thüringen. Hessen täcks av de medelhöga bergsområdena (Taunus, Westerwald, Rhön, Odenwald, Spessart, Knüllgebirge, Vogelsberg).
40 procent av Hessens yta är täckt av skog.
I dalarna finns floderna Rhen, Main, Fulda, Neckar, Lahn och Eder. Mains dal mynnar i ett slättland (Rhen-Main-området), där de flesta människor i Hessen bor.

## Flagga och vapen

Hessens flagga.

Förbundslandets flagga och vapen kan spåras tillbaka det forna Lantgrevskapet Hessens flagga och vapen.
Förbundslandets civilflagga, som antogs officiellt den 31 december 1949, är i stort sett samma som Kurhessens röd-vita flagga. Vapnet, som består av stegrat röd-vit-randigt lejon med en hertigkrona, går tillbaka till storhertigen av Hessens vapen och är i sin nuvarande form stort sett identiskt med Folkstaten Hessens gamla vapen. Flaggan, som används av förbundslandets myndigheter, är en kombination av landsflaggan och landsvapnet.
Eftersom Thüringen en gång var en del av Lantgrevskapet Hessen företer de två förbundsländernas flagga och vapen stora likheter med varandra.

## Historia

Karta över den preussiska provinsen Hessen-Nassau, Storhertigdömet Hessen och Waldeck-Pyrmont, ur vars territorier det nuvarande förbundslandet Hessen bildades 1949.

Hessen syftade ursprungligen liksom Sachsen ursprungligen på helt andra områden än det som idag benämns med samma namn. Ursprungligen var Hessen det land kring floderna Fulda, Nieder och Eder, som beboddes av rester av chatternas gamla stammar. Det kristnades framför allt av Bonifatius, och benediktinklostret i Fulda blev ett kulturcentrum.
Olika grevedynastier kom att regera i landet och lantgrevskapet Hessen uppstod sent. Det blev 1292 riksfurstendöme och utvidgades under de följande åren genom krigs- allians- och äktenskapspolitik. Första gången delat 1460, förenades det åter 1500 men delades åter vid Filip den ädelmodiges död 1567 mellan hans fyra söner i Hessen-Kassel, Hessen-Darmstadt, Hessen-Marburg och Hessen-Rheinfels. Sedan grenarna Hessen-Rheinfels dött ut 1583 och Hessen-Marburg dött ut 1604 återförenades dessa med Hessen-Darmstadt.
Hessen-Kassel kom 1866 att införlivas i Preussen som provinsen Hessen-Nassau. Hessen-Darmstadt kom 1867 att inträda i Nordtyska förbundet, och var som Storhertigdömet Hessen 1871-1918 en del av Kejsardömet Tyskland.
1945 slog den amerikanska ockupationsmakten samman flera områden till det som 1949 kom att bli dagens förbundsland. 
Dessa områden var:
- Den preussiska provinsen Hessen-Nassau (utom dess norra enklav kring Rinteln);
- Folkstaten Hessens provinser Oberhessen och Starkenburg; och
- Fristaten Waldeck (utom området kring Pyrmont).

## Administrativ indelning
Hessen är i dag indelad i tre Regierungsbezirke (förvaltningsdistrikt) och 21 Kreise (distrikt) samt 5 kreisfreie städer (bokstäver på nummerplåten i parentes):

### Distrikt
| Förvaltningsdistrikt Darmstadt | Förvaltningsdistrikt Gießen                                                                                         | Förvaltningsdistrikt Kassel |
| --- | --- | --- |
| 1. Bergstraße (HP) 2. Darmstadt-Dieburg (DA) 3. Groß-Gerau (GG) 4. Hochtaunuskreis (HG) 5. Main-Kinzig-Kreis (HU/MKK) 6. Main-Taunus-Kreis (MTK) 7. Odenwaldkreis (ERB) 8. Offenbach (OF) 9. Rheingau-Taunus-Kreis (RÜD) 10. Wetteraukreis (FB) | 1. Gießen (GI) 2. Lahn-Dill-Kreis (LDK) 3. Limburg-Weilburg (LM) 4. Marburg-Biedenkopf (MR) 5. Vogelsbergkreis (VB) | 1. Fulda (FD) 2. Hersfeld-Rotenburg (HEF) 3. Kassel (KS) 4. Schwalm-Eder-Kreis (HR) 5. Werra-Meißner-Kreis (ESW) 6. Waldeck-Frankenberg (KB) |

### Distriktfria städer
- Darmstadt (DA)
- Frankfurt am Main (F)
- Kassel (KS)
- Offenbach am Main (OF)
- Wiesbaden (WI)

### Andra viktiga städer och kommuner
- Bad Nauheim
- Bensheim
- Dieburg
- Eschwege
- Fulda
- Gelnhausen
- Gießen
- Hanau
- Limburg an der Lahn
- Lorsch
- Marburg
- Messel
- Rüsselsheim
- Weimar (Lahn)
- Wetzlar